# Isodictya staurophora
Isodictya staurophora är en svampdjursart som först beskrevs av Jörn Hentschel 1911.  Isodictya staurophora ingår i släktet Isodictya och familjen Isodictyidae. Inga underarter finns listade i Catalogue of Life.